# Liste der Kulturgüter in Corminboeuf
Die Liste der Kulturgüter in Corminboeuf enthält alle Objekte in der Gemeinde Corminboeuf im Kanton Freiburg, die gemäss der Haager Konvention zum Schutz von Kulturgut bei bewaffneten Konflikten, dem Bundesgesetz vom 20. Juni 2014 über den Schutz der Kulturgüter bei bewaffneten Konflikten sowie der Verordnung vom 29. Oktober 2014 über den Schutz der Kulturgüter bei bewaffneten Konflikten unter Schutz stehen.
Objekte der Kategorien A und B sind vollständig in der Liste enthalten, Objekte der Kategorie C fehlen zurzeit (Stand: 1. Januar 2023).

## Kulturgüter
| Foto | | Objekt | Kat. | Typ | Standort                                 | Beschreibung |
| ---- | --- | --- | ---- | --- | ---------------------------------------- | ------------ |
| ja   | Datei hochladen · Wikidata zu Kapelle Saint-Georges (Q29688794)                                                                     | Kapelle Saint-Georges / Chapelle Saint-Georges KGS-Nr.: 01997                                                                                            | A    | G   | Impasse de la Chapelle 2 574320 / 184170 |              |
| ja   | Datei hochladen · Wikidata zu Park "Bois Murat" mit der Villa des Grafen Abel-Henri-Georges Armand, bekannt als Schloss (Q29479026) | Park «Bois Murat» mit der Villa des Grafen Abel-Henri-Georges Armand / Parc du «Bois Murat» avec villa du comte Abel-Henri-Georges Armand KGS-Nr.: 10471 | A    | G   | Le Bugnon 573789 / 182254                |              |
| ja   | Datei hochladen · Wikidata zu Speicher des Bauernhofs von Schaller (Q29479023)                                                      | Speicher des Bauernhofs de Schaller / Grenier de la ferme de Schaller KGS-Nr.: 01999                                                                     | B    | G   | Route du Centre 4a 574516 / 184229       |              |
| BW   | Datei hochladen · Wikidata zu Herrenhaus de Weck (Q29688921)                                                                        | Herrenhaus de Weck / Manoir de Weck KGS-Nr.: 12416 | B    | G   | Le Bugnon 4 574282 / 182798              |              |
| BW   | Datei hochladen · Wikidata zu Bauernhaus des Landguts de Weck (Q29688856)                                                           | Bauernhaus des Landguts de Weck / Ferme du domaine de Weck KGS-Nr.: 12417                                                                                | B    | G   | Le Bugnon 1 574254 / 182874              |              |
| BW   | Datei hochladen · Wikidata zu Kapelle Saint-Ignace-de-Loyola (Q29688810)                                                            | Kapelle Saint-Ignace-de-Loyola / Chapelle Saint-Ignace-de-Loyola KGS-Nr.: 12418                                                                          | B    | G   | Le Bugnon 4a 574307 / 182804             |              |
| BW   | Datei hochladen · Wikidata zu Bauernhaus Blancpain (Q29688825)                                                                      | Bauernhaus Blancpain / Ferme Blancpain KGS-Nr.: 12419 | B    | G   | Route de Nonan 7 573287 / 182161         |              |
| BW   | Datei hochladen · Wikidata zu Speicher des Bauernhofs Blancpain (Q29688873)                                                         | Speicher des Bauernhofs Blancpain / Grenier de la ferme Blancpain KGS-Nr.: 12420                                                                         | B    | G   | Route de Nonan 6 573309 / 182133         |              |
| BW   | Datei hochladen · Wikidata zu Herrenhaus de Bourgknecht (Q29688890)                                                                 | Herrenhaus de Bourgknecht / Manoir de Bourgknecht KGS-Nr.: 12421                                                                                         | B    | G   | Route de Nonan 1 573326 / 182054         |              |
| BW   | Datei hochladen · Wikidata zu Bauernhaus de Schaller (Q29688839)                                                                    | Bauernhaus de Schaller / Ferme de Schaller KGS-Nr.: 12422                                                                                                | B    | G   | Route du Centre 5 574531 / 184203        |              |
| BW   | Datei hochladen · Wikidata zu Herrenhaus de Schaller (Q29688906)                                                                    | Herrenhaus de Schaller / Manoir de Schaller KGS-Nr.: 12423                                                                                               | B    | G   | Route du Centre 2 574549 / 184279        |              |